# Локчимлаг
Локчимла́г (Ло́кчимский исправи́тельно-трудово́й ла́герь) — лагерное подразделение, действовавшее в системе исправительно-трудовых учреждений СССР. Подчинялось Главному управлению лагерей НКВД. Управление Локчимлага находилось в посёлке Пезмог Коми АССР (с 1976 года — посёлок Аджером Корткеросского района), примерно в 45 км от города Сыктывкара и 5 км от посёлка Корткерос.
Локчимлаг был создан 16 августа 1937 года. Лагерь состоял из трёх крупных лаготделений — Мординского, Сторожевского и Усть-Немского. В каждом лаготделении было по четыре лагучастка. Лагерные пункты были размещены на территориях Усть-Куломского, Сторожевского, Корткеросского и Сыктывдинского районов Республики Коми вдоль реки Вычегды и на её притоках. Основным видом производственной деятельности заключённых были лесозаготовительные работы. За период существования лагерного подразделения был построен 21 лагпункт. 
Локчимлаг был ликвидирован постановлением Коми обкома ВКП(б) 17 августа 1940 года. 18 декабря 1940 года Совет народных комиссаров СССР принял постановление о ликвидации Локчимского лагеря и передаче его лесного фонда и хозяйства (кроме совхозов) наркомату лесной промышленности СССР. Два его отделения были целиком переданы в Усть-Вымский лагерь. Годы деятельности Локчимлага обошлись государству в 55 млн рублей убытков. После закрытия лагеря запасы древесины, которые необходимо было вывезти, составили 258 млн куб. м.
Наибольшее число заключённых было в 1938 году, в четвёртом квартале которого составляло 26 861 человек.
Локчимлагу посвящён специальный выпуск проекта «Неизвестная Россия».
Начальники лагеря:
- Е. Д. Вуль (1937—1938);
- Н. А. Василькиоти (1938);
- Михайлов (1940);
- Решетников (1940).